# ميغيل ماغا
ميغيل أنجيلو غوميش فيريرا ماغالهايش ماغا (بالبرتغالية: Miguel Ângelo Gomes Ferreira Magalhães) هو لاعب كرة قدم برتغالي في مركز الظهير الأيمن. يلعب حالياً لصالح نادي فيتوريا غيمارايش الذي ينافس في الدوري البرتغالي الممتاز.

## وصلات خارجية
- ميغيل ماغا على موقع قاعدة بيانات كرة القدم.إي يو (الإنجليزية)
- ميغيل ماغا على موقع ليكيب (الفرنسية)
- ميغيل ماغا على موقع Soccerway.com (الإنجليزية)